# Valerio Dorico
Pour les articles homonymes, voir Dorico.
Valerio Dorico (Ghedi près de Brescia, vers 1500 — Rome, probablement en 1565) est un imprimeur et typographe italien. Avec celle d'Antonio Blado, son entreprise est la plus importante imprimerie romaine de l'époque.

## Biographie
Peu d'informations ont survécu sur la vie de Valerio Dorico. Ce dont on dispose provient essentiellement de ses éditions. Il ouvre son entreprise à Campo de' Fiori à Rome en 1526, essentiellement tournée vers l'impression musicale. Il déménage en 1557, in vico Peregrini, rue où se concentrent les libraires. Outre son travail d'impression, il semble avoir été fondeur de caractères et illustrateur de livres. 
Pour ses projets musicaux la première année, jusqu'en avril 1527, il collabore avec l'imprimeur Gian Giacomo Pasoti de Parme, pour six des huit livres publiés par Jacomo Giunta de Rome,.

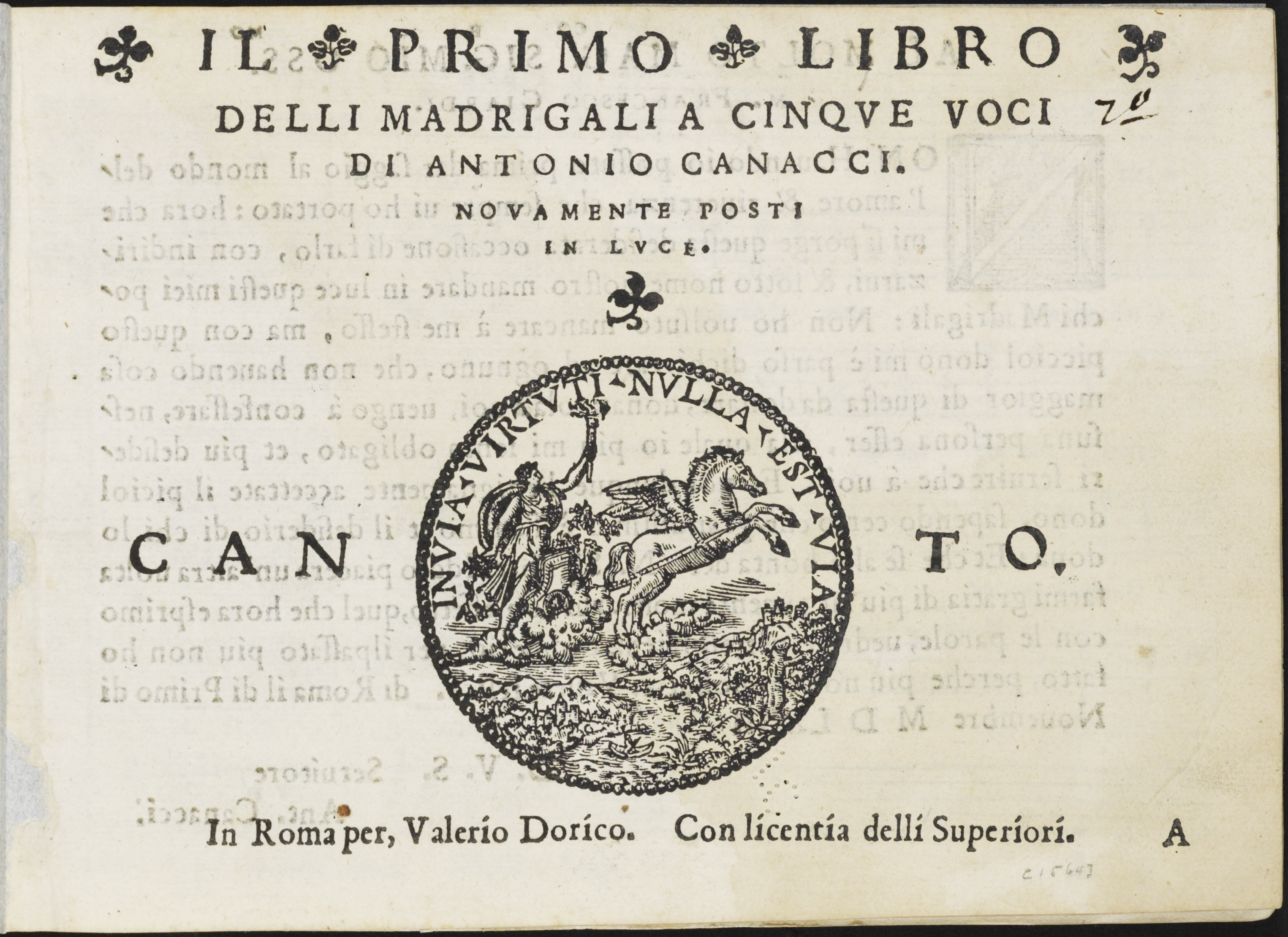
Page de titre du Primo libro delli madrigali a cinque voici d'Antonio Canacci imprimé par Valerio Dorico en 1564 (Bibliothèque du Congrès).

Après le Sac de Rome en 1527, seuls Antonio Blado et Francesco Giulio Calvo, reprennent leur travail d'imprimeurs de livres dans la ville, quelques années après et Dorico en 1531 qui devient indépendant de Pasotti pour l'impression et la vente de livres. Avec Antonio Blado, il est la plus importante imprimerie de Rome de son époque : au moins 270 éditions ont été identifiées jusqu'à présent, soit la moitié des publications romaines de la période. Dorico publie outre des traités parmi son activité musicale (relativement limitée) messes, motets, madrigaux (dont la première collection à utiliser le mot « madrigal » pour décrire son contenu dans Libro primo de la serena, 1530), laudes, tablatures de luth et ricercare instrumentaux. Citons les premières éditions de la musique sacrée de Giovanni Pierluigi da Palestrina et Giovanni Animuccia. Il imprime également Diego Ortiz et Cristobal de Morales (Messes, 1544) et Vincenzo Galilei (Intavolature de lauto, madrigali e ricercate, libro primo, 1563).
Alors qu'il utilise la double impression antérieurement, sur une période de seize ans (1539–1555), il imprime de nombreux ouvrages, pionnier de l'utilisation d'une seule impression, procédé d'impression développé d'abord en Angleterre et en France (Pierre Attaingnant dès 1528). Il travaille principalement pour l'Académie romaine, avec son frère Ludovic Dorico dès 1538 (« Academiae Romanae impressores »).

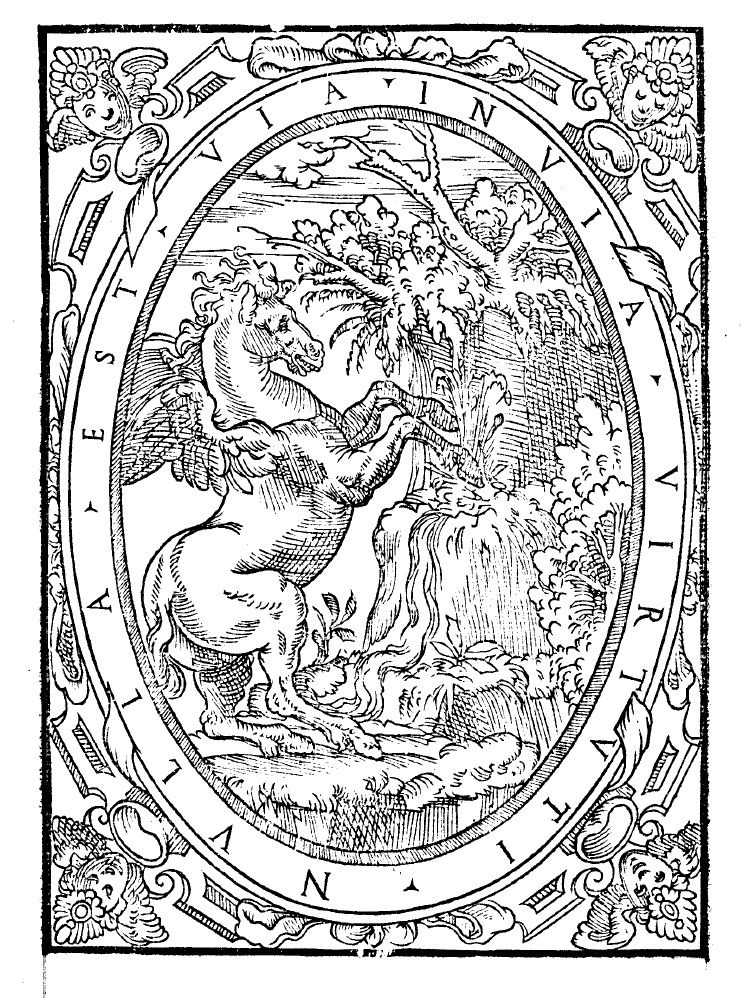
Autre marque de Dorico.

Sa signature dans ses premières éditions est Valerius Dorich Gedensis ; avec son frère : per M. Valerio Dorico & Luigi fratelli bresciani (en latin : in aedibus Valerij Dorici, & Ludouici, fratris, Brixianorum) ; et pour ce qui est de son travail d'illustrateur : Lovise Dorico fecit.
Son frère poursuit le travail jusqu'en 1572, avec sept autres publications musicales.
Le logiciel scorewriter Dorico est nommé en son honneur.